# La Maudite (film)
La Maudite is een Belgische speelfilm geregisseerd door Norbert Benoit en Marcel Jauniaux, onder supervisie van Émile-Georges De Meyst. De film is gebaseerd op een scenario van Norbert Benoit en Marcel Roy. Het plan voor de film bestond al in 1938, maar hij kon pas na de oorlog gemaakt worden en werd uiteindelijk pas in 1949 uitgebracht.

## Korte inhoud
Een femme fatale, mooi en mysterieus, arriveert uit het niets in een klein dorp en zaait conflicten en onvrede onder de inwoners. Uiteindelijk komt ze om in noodlottige omstandigheden.

## Onthaal
De film werd in 1949 vertoond op het filmfestival te Knokke. Filmcriticus Jan Botermans vond de film in de katholieke krant De Nieuwe Gids maar niets: 
"Voor het overige is "La Maudite" een somber melo, waarmee de maker een fantastische film heeft willen bereiken zonder verder te raken, dan een soort valse poêzie, die vooral haar effect hoopt het halen uit een slepende traagheid. Het gaat overigens om een juffrouw, die nogal veel opspraak verwekt, en dan weer onvermijdelijk in het water en aan haar einde komt" (De Nieuwe Gids, 5 juli 1949, pagina 6).
De recensent van de socialistische krant Vooruit was vooral te spreken over de "mooie, vriendelijke vedette van de producte; de Franse actrice Claudine Dupuis". (Vooruit, 8 juli 1949, pagina 5). De Vlaamsgezinde katholieke krant De Standaard wist dan weer te melden uit tweede hand dat de film slecht onthaald werd en dit de hoofdactrice danig beroerde:
"De Belgische film La Maudite hebben wij persoonlijk niet gezien. Naar confraters beweren is het een meesterwerk van wansmakelijkheid - in hoofdzaak het gevolg van een aan waanzin grenzend scenario - al moet men een sterke vooruitgang op technisch gebied en het bereiken van een zekere sfeerschepping erkennen. La Maudite is de enige speelfilm die op algemeen gelach werd onthaald, met als resultaat een huilcrsis van Claudine Dupin (sic), heldin van het geval, die echter - steeds volgens enkele confraters - door Pater Lunders vaderlijk werd getroost". (De Standaard, 8 juli 1949, pagina 6).
Als bronnen baseerde de recensent zich blijkbaar op stukken uit de Franstalige pers. Zo stond er in La Libre Belgique: 
"Vendredi soir, l'équipe presque complète de "La Maudite" assistait devant une salle bien garnie à la présentation de ce premier long métrage belge de la compétition. Hélas, les pires appréhensions sont justifiées: un léger progrès technique souligne cruellement l'indigence et le commercialisme mal compris du scénario. Le moins qu'on puisse dire est que cette séance n'aura guère servi notre prestige national auprès des étrangers". (La Libre Belgique, 3 juli 1949, pagina 4). 
In La Métropole werd uitvoerig ingegaan op het in huilen uitbarsten door de hoofdactrice en het "troosten" van de vedette door de recensenten achteraf: 
"Claudine Dupuis a eu gros chagrin. C'était pendant la projection de "La Maudite". Dans le fond de la salle, à quelques répliques d'un dialogue particulièrement maladroit, le public eut des éclats de rire. Chose cruelle pour les acteurs présents. Claudine ne put retenir des larmes, dit-on. Des confrères s'employèrent à la remettre en selle au cocktail dansant qui suivit. "Croyez-vous que ce film sera fatal pour ma carrière?" demandait la pauvre enfant. On la rassura et l'assura que la presse et le public étaient parfaitement capables de séparer sa cause de celle des vrais coupables du film, que c'étaient des rires nerveux, que le public, saturé de films, et pas toujours bon, se délivrait par des éclats pas méchants. Claudine se remet... un suicide évité grace à la presse".  (La Métropole, 5 juli 1949, pagina 2). 
Rencensent Michaux spaarde in de communistische krant De Roode Vaan eveneens zijn kritiek niet en wees met name met de beschuldigende vinger naar te hoogdravende dialogen en te overweldigende muziek. De fotografie werd wel gesmaakt. De communistische krant wijst ter verdediging van La Maudite op de te kleine budgetten en stelt een aantal maatregelen voor :
"Waarom de zalen niet verplichten in een bepaalde periode een Belgische film te vertonen? Waarom deze zalen voor die vertoning geen vermindering of vrijstelling van belastingen toekennen?" (De Roode Vaan, 8 juli 1949, pagina 4).

## Technische gegevens
- Originele titel: La Maudite
- Land: België
- FIlmmakers: Norbert Benoit, Marcel Jauniaux en Émile-Georges De Meyst
- Scenario: Norbert Benoit en Marcel Roy
- Muziek: Robert Pottier
- Beeld: André Dantan
- Productie: Marcel Jauniaux
- Taal: Frans
- Duur: 76 minuten

## Acteurs
- Claudine Dupuis
- Jos Gevers
- Marcel Roels
- Omer Ducarme
- Nossent
- René Herde
- Francine Vendel
- Lambrette
- Rita Franciscus
- Paul Saussus